# Hoa Xuyên

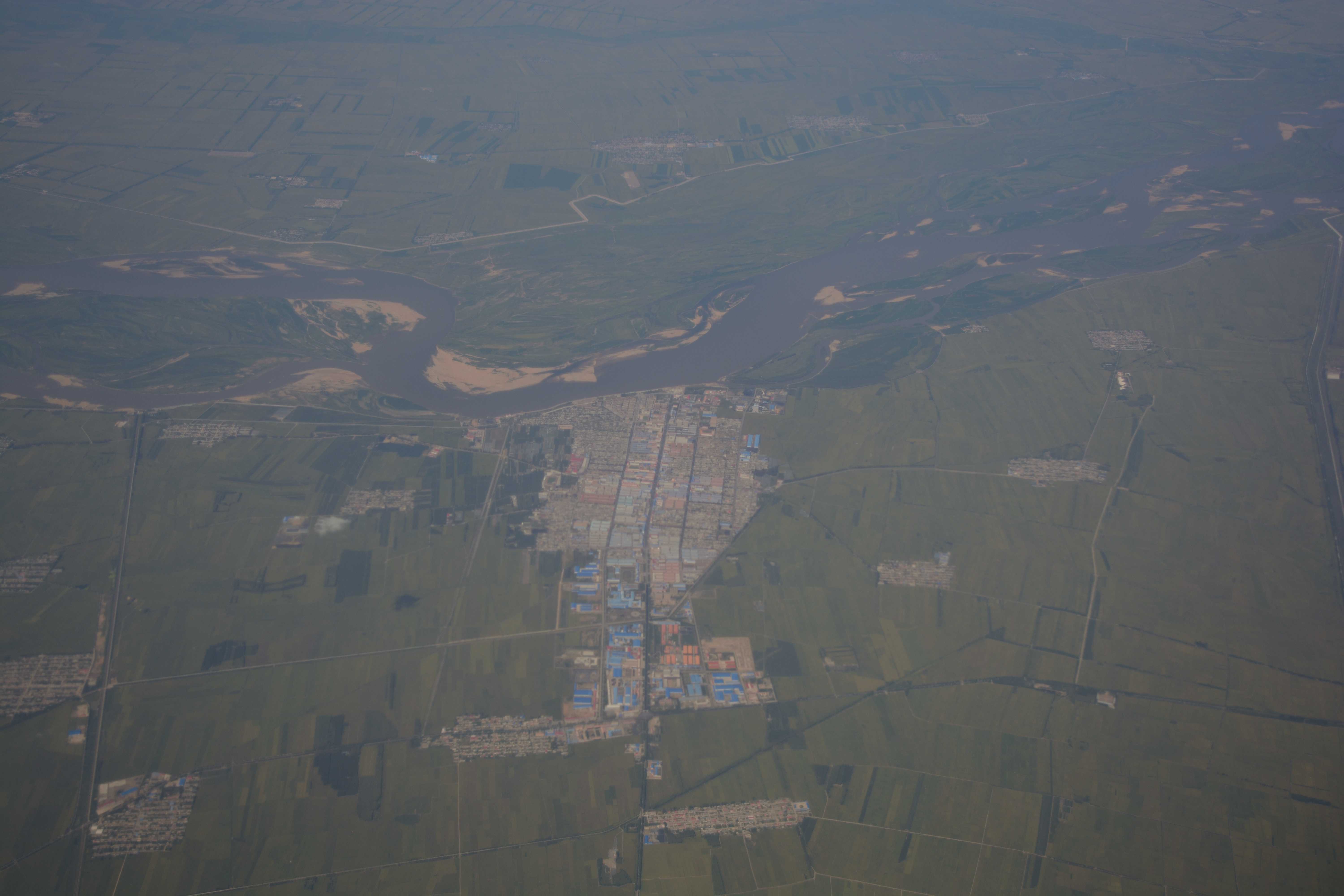
Huyện Hoa Xuyên

Hoa Xuyên (chữ Hán giản thể: 桦川县, âm Hán Việt: Hoa Xuyên huyện) là một huyện thuộc địa cấp thị Giai Mộc Tư, tỉnh Hắc Long Giang, Cộng hòa Nhân dân Trung Hoa. Huyện Hoa Xuyên nằm ở bờ nam hạ lưu sông Tùng Hoa. Huyện này có diện tích 2260 km², dân số 220.000 người. Mã số bưu chính của Hoa Xuyên là 154300. Chính quyền nhân dân huyện Hoa Xuyên đóng tại trấn Duyệt Lai. Huyện này được chia thành 4 trấn, 4 hương và 1 hương dân tộc. Các đơn vị này được chia ra 105 thôn hành chính.
- Trấn: Duyệt Lai, Tô Gia Điếm, Tân Thành, Hoành Đầu Sơn.
- Hương: Đông Hà, Lê Phong, Sáng Nghiệp, Tứ Mã Giá.
- Hương dân tộc Triều Tiên Tinh Hỏa.